# Палата Республики Сербской
Палата Республики Сербской (серб. Палата Републике) — официальная резиденция президента Республики Сербской. Она располагается в бывшем здании Ипотечного банка по адресу Баня-Лука, улица Бана Милосавльевича, дом 4. Здание банка передано для нужд президента решением правительства под номером 04/1-012-737-07. В здании Палаты президент РС принимает официальных лиц и делегации как из Боснии и Герцеговины, так и других стран мира.
Здание Палаты было построено в 1935—1936 гг. по проекту белградского инженера Миодрага Васича. В 2002 году здание Палаты было включено в список национальных памятников Боснии и Герцеговины.
После реконструкции стоимостью в 5,5 миллионов евро Палата была официально открыта 24 апреля 2008 года. Палата включает в себя:
- Кабинет президента
- Белый зал
- Зал для конференций
- Пресс-центр